# Челюскінців
Челю́скінців (рос. Челюскинцев) — селище у складі Казанського району Тюменської області, Росія.
Населення — 534 особи (2010, 590 у 2002).
Національний склад станом на 2002 рік:
- росіяни — 62 %
- німці — 29 %